# 罗思鼎

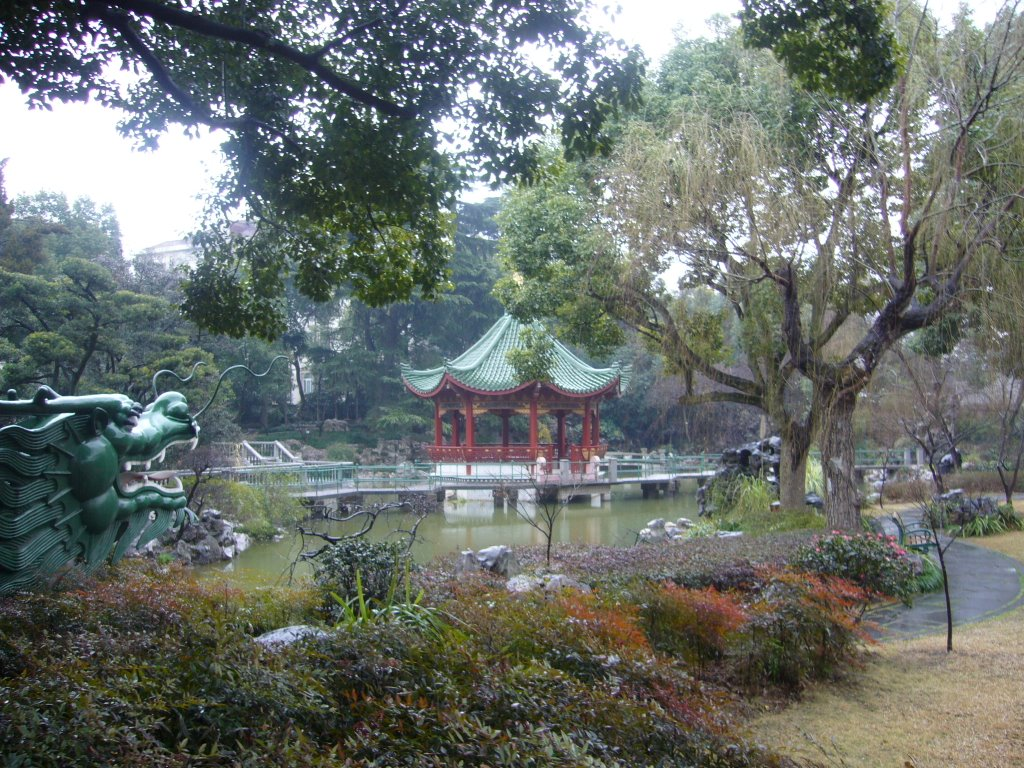
罗思鼎最初在华山路丁香花园办公。

罗思鼎是“文革”期间中共上海市委写作组的笔名（谐音“螺丝钉”，取义于雷锋的名言“做一颗永不生锈的螺丝钉”）。

## 别名及组织
另有丁学雷、宫效闻、石仑、康立、翟青、齐永红、石一歌、史锋、史尚辉、曹思峰、梁凌益、戚承楼、靳戈、方岩梁（谐音“放眼量”）、金风、方耘、常峰等80多个笔名（各个写作小组又有自己常用的固定笔名，如文艺组的丁学雷、方泽生、石—歌、任犊）。最重头的文章也使用上海市委写作组或上海市革命委员会大批判组的名义。因为开始办公地点在李鸿章之子李经迈私家欧式住宅的丁香花园（长宁区华山路），所以又叫“丁香花园写作班”，后迁至徐汇区康平路89号。
正式组建于1971年7月，迄于1976年10月（据朱永嘉回忆，该写作组最初萌芽时间在1960年代中期中苏论战时，是复旦大学七名年轻教师相约共用的笔名）。是一个编入政府系列、形似松散庞大而结构紧密的行政管理系统，利用“分层控制、多方插手”方法运作，直属张春桥、姚文元（徐景贤代管）。两人给写作组的批示、书信、电话多至360次以上。朱永嘉、王知常、肖木是该写作组的主要负责人；下分历史组、文学组、经济组、哲学组等，又下辖有若干外围小组（如“石一歌”和各种教材编写组）；外围小组人员编制仍在原单位，经费由所在单位担负、筹措、拨付，分合自如，高度集中。在北京设有联络处。由于当时无宣传部的设置，写作组实际上兼有宣传部的管理职能。

## 代表作及活动
撰有文章1000多篇。代表作有《秦王朝建立过程中复辟与反复辟的斗争》、《从“洋务运动”看崇洋媚外路线的破产》、《评〈水浒〉的投降主义》、《使人民都知道投降派》、《企业管理的两条路线斗争》、《〈汇报提纲〉出笼的前前后后》、《按毛主席的既定方针办！——上海一千万人民的战斗誓言》。
该写作组活动的历史最长，参与配合的运动最多；写作文体多样，有政论、史论、杂文、小说、教材等，产量最高；组织分工细致周密，作者队伍庞大，直接掌握的刊物最多，可以独立新形成协同作战、轮番冲击能力，声势上超过其他御用写作班子；形成“北有梁效、南有罗思鼎”的格局。另外还担任了搜集、编印中央、地方党政负责人材料和国家政治、经济、文化情报的工作，仅密报张春桥、姚文元的就有1000多分。以至于其成员私下议论他们“所干的事，说出去是要杀头的”（代替了文革初期“游雪涛”的功能）。有人据此论定它除了写作班子外，还兼有“情报班子、参谋班子”职能。
把持有《学习与批判》、《朝霞》、《自然辩证法》、《教育实践》等8个刊物和复旦大学、上海人民出版社等。

## 成员及命运
其成员历史组以复旦大学教师为班底，别的小组另调有原宣传部、作家协会、华东师大、上海师院等单位的人。计有陈冀德（文学组组长）、陈孝全（石一歌组长）、胡锡涛、郭绍虞、徐辑熙、章培恒、王绍玺、谭其骧、陈旭麓、王守稼、吴乾兑、刘修明、吴欢章、孙光萱、余秋雨、丁志伟、戴厚英、胡万春、段瑞夏等近50人（加上外围成员远远超过此数）。
1976年10月后，该写作组成员都受到审查，有些人长期受影响，著述出版不顺利，无法评上高级别教授职称；日后再不愿提及这一段伤心史。1977年9月7日国家教育部发出通知，要求清除中小学教材中“四人帮”及其余党控制的写作班子包括罗思鼎（另有梁效、初澜、江天、池恒等）的言论、文章、形象。

## 研究文献
- 申克鼎《一支推行“四人帮”反革命政治纲领的“炮队”——评原上海市委写作组》（《红旗》杂志1977年第11期）
- 陈智超《不能忘记历史——评<毛泽东晚年过眼诗文录>》（《北京农业工程大学社会科学学报》1994年第3—4期合刊）
- 余开伟编《忏悔还是不忏悔》，中国工人出版社2004年版